# Renault Mascott
Renault Mascott – lekki samochód ciężarowy produkowany przez Renault Trucks w latach 1999 - 2010. Pojazd został zastąpiony trzecią generacją modelu Master.

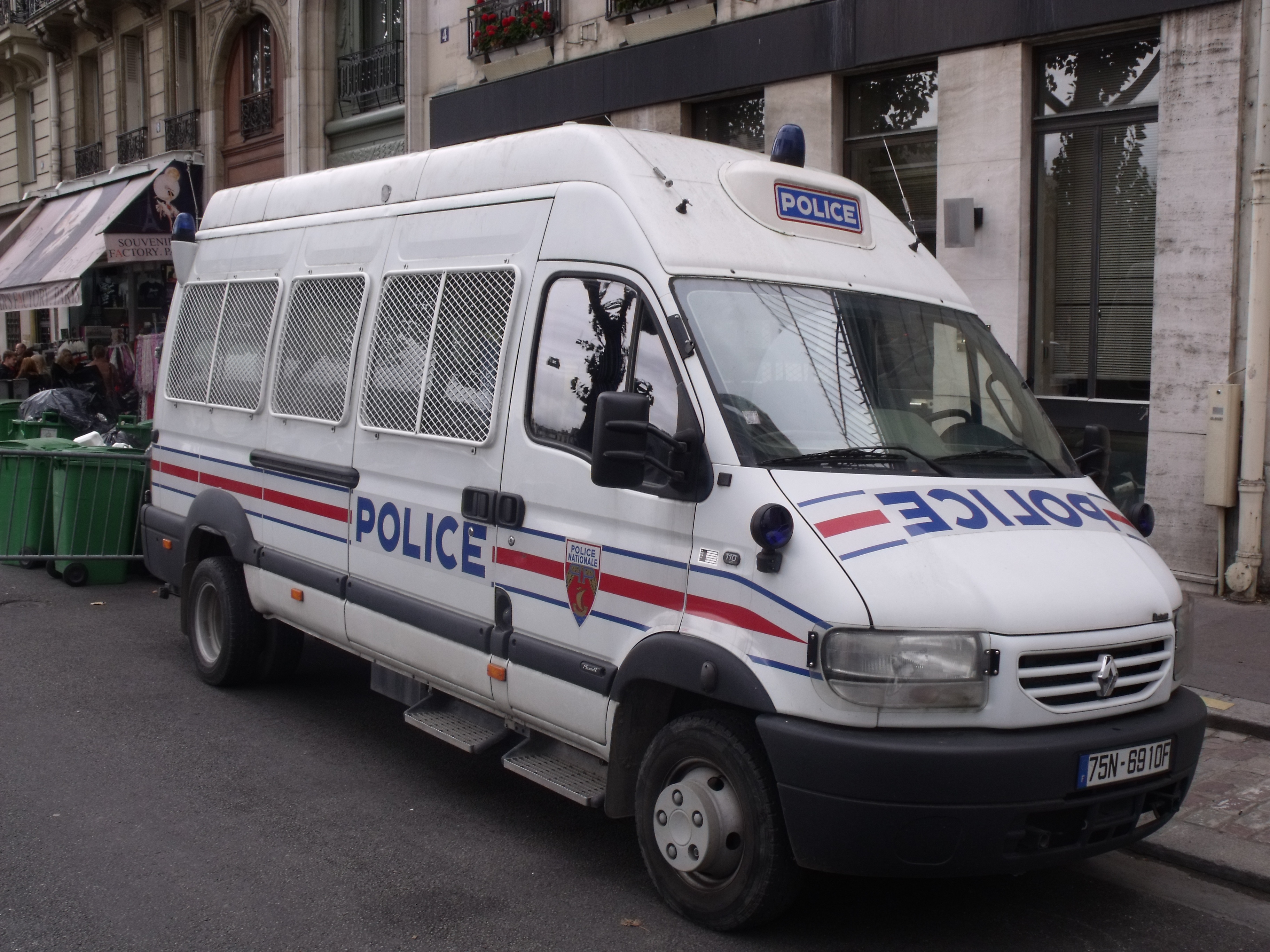
Renault Mascott przed liftingiem

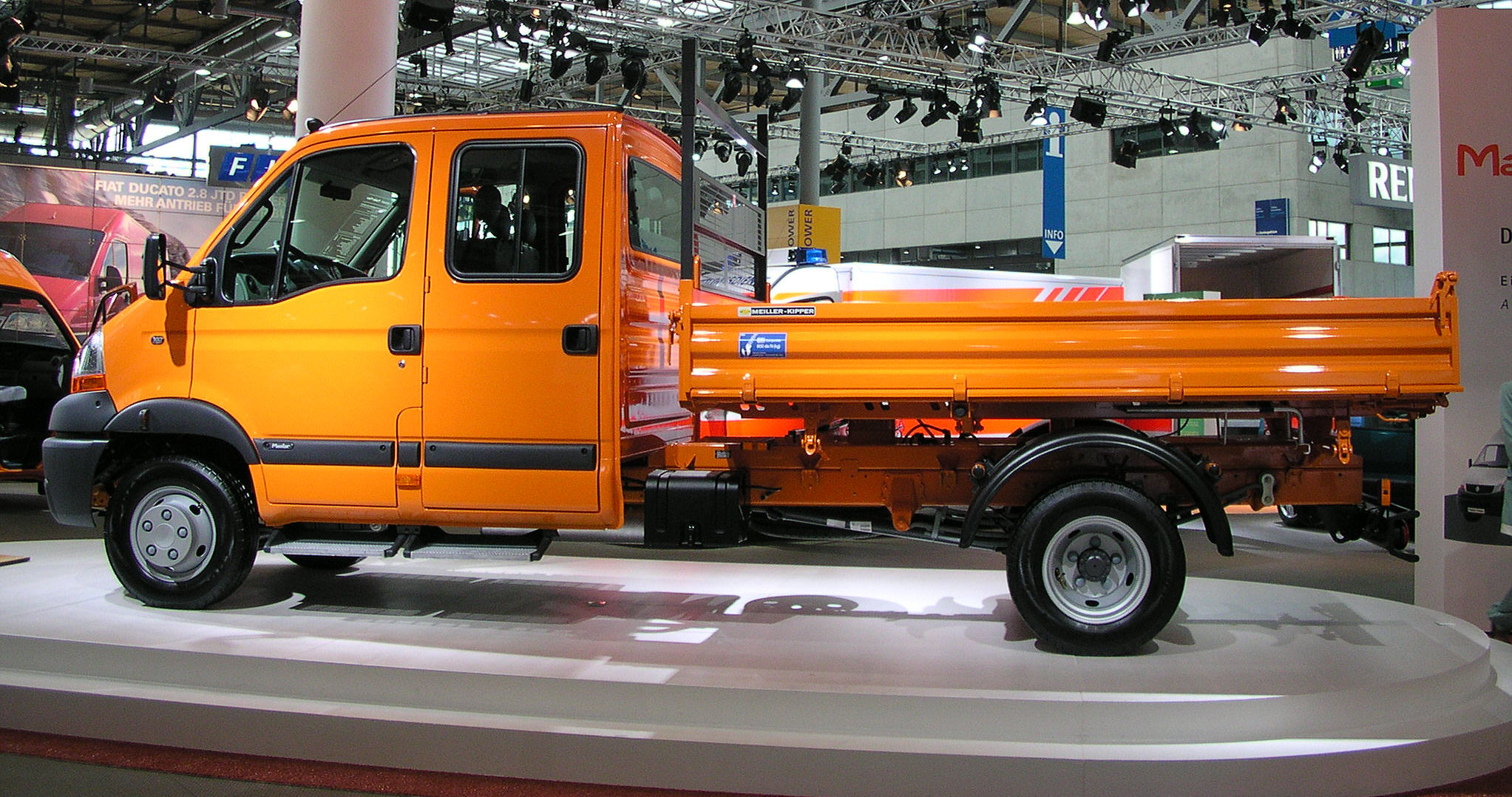
Renault Mascott podwozie pod zabudowę z podwójną kabiną

Renault Mascott zaliczany jest do klasy lekkich samochodów ciężarowych o DMC 3,5 - 6,5 t. Mimo zewnętrznych podobieństw z Masterem, pod względem technicznym znacząco się od niego różni. Mascott w przeciwieństwie do Mastera zbudowany jest na solidnej ramie, na której osadzone jest nadwozie i podzespoły. Mascott wyposażony został w lekko zmodyfikowaną kabinę pochodzącą z Mastera (wysunięty do przodu grill, ze względu na inne usytuowanie silnika). Pojazd cechuje się klasycznym układem napędowym z silnikiem zamocowanym wzdłużnie i napędem na tylną oś lub na obie osie. Pierwsze wersje Mascottów napędzane były silnikami Sofim o pojemności 2.8 l.
W 2004 roku przeprowadzono face lifting Mascotta. Zmianie uległ wygląd zewnętrzny kabiny, a także jej wnętrze. Silniki SOFIM zostały zastąpione jednostkami Nissana o pojemności 3.0 l w dwóch wariantach mocy 115 KM i 156 KM.
W 2007 roku zmodernizowano silniki, które od tej pory mają moc 130 KM i 150 KM, modernizacji uległy także skrzynie biegów.
Po przejęciu Renault Trucks przez koncern Volvo AB, Renault Mascott w niektórych krajach trafił do sieci sprzedaży Volvo Trucks.
Renault Mascott sprzedawany przez dealerów samochodów osobowych Renault nosi nazwę Master Maxi.

## Silniki
- Diesla

| Silnik  | Producent | Pojemność skokowa [cm³] | Moc maksymalna [KM] ([kW]) przy obr./min | Maks. moment obrotowy [Nm] przy obr./min | Układ i liczba cylindrów | Układ rozrządu/ liczba zaworów |
| ------- | --------- | ----------------------- | ---------------------------------------- | ---------------------------------------- | ------------------------ | ------------------------------ |
| 2,8 D   | SOFIM     | 2799                    | 85 (63)/3800                             | 180/2000                                 | R4                       | OHC/8                          |
| 2,8 dCi | SOFIM     | 2799                    | 106 (78)/3600                            | 250/1800                                 | R4                       | OHC/8                          |
| 2,8 dCi | SOFIM     | 2799                    | 125 (92)/3600                            | 290/1800                                 | R4                       | OHC/8                          |
| 2,8 dCi | SOFIM     | 2799                    | 146 (107)/3600                           | 320/1500                                 | R4                       | OHC/8                          |
| 3,0 DXi | Nissan    | 2953                    | 115 (85)/3600                            | 270/1300                                 | R4                       | DOHC/16                        |
| 3,0 DXi | Nissan    | 2953                    | 130 (95)/3600                            | 300/1500                                 | R4                       | DOHC/16                        |
| 3,0 DXi | Nissan    | 2953                    | 150 (110)/3600                           | 350/1600                                 | R4                       | DOHC/16                        |
| 3,0 DXi | Nissan    | 2953                    | 156 (115)/3600                           | 350/1500                                 | R4                       | DOHC/16                        |